# Nadine Schmutzler
Nadine Schmutzler, née le 27 avril 1984 à Herdecke, est une rameuse d'aviron allemande.

## Carrière
Nadine Schmutzler est médaillée d'argent en huit aux Championnats du monde d'aviron 2006 et aux Championnats d'Europe d'aviron 2007, et médaillée d'argent de quatre sans barreur aux Championnats du monde d'aviron 2007. 
Elle participe aux Jeux olympiques d'été de 2008, terminant septième de l'épreuve de huit.